# Lennoxlove House
Lennoxlove House è una dimora storica immersa nei boschi a mezzo miglio a sud di Haddington, nell'East Lothian, in Scozia. La casa comprende una torre del XV secolo, originariamente conosciuta come Castello di Lethington, ed è stata ampliata più volte, principalmente nel XVII, XIX e XX secolo. È la sede dei Duchi di Hamilton dal 1946, quando Douglas Douglas-Hamilton, XIV duca di Hamilton la acquistò.

## Storia

### Origini

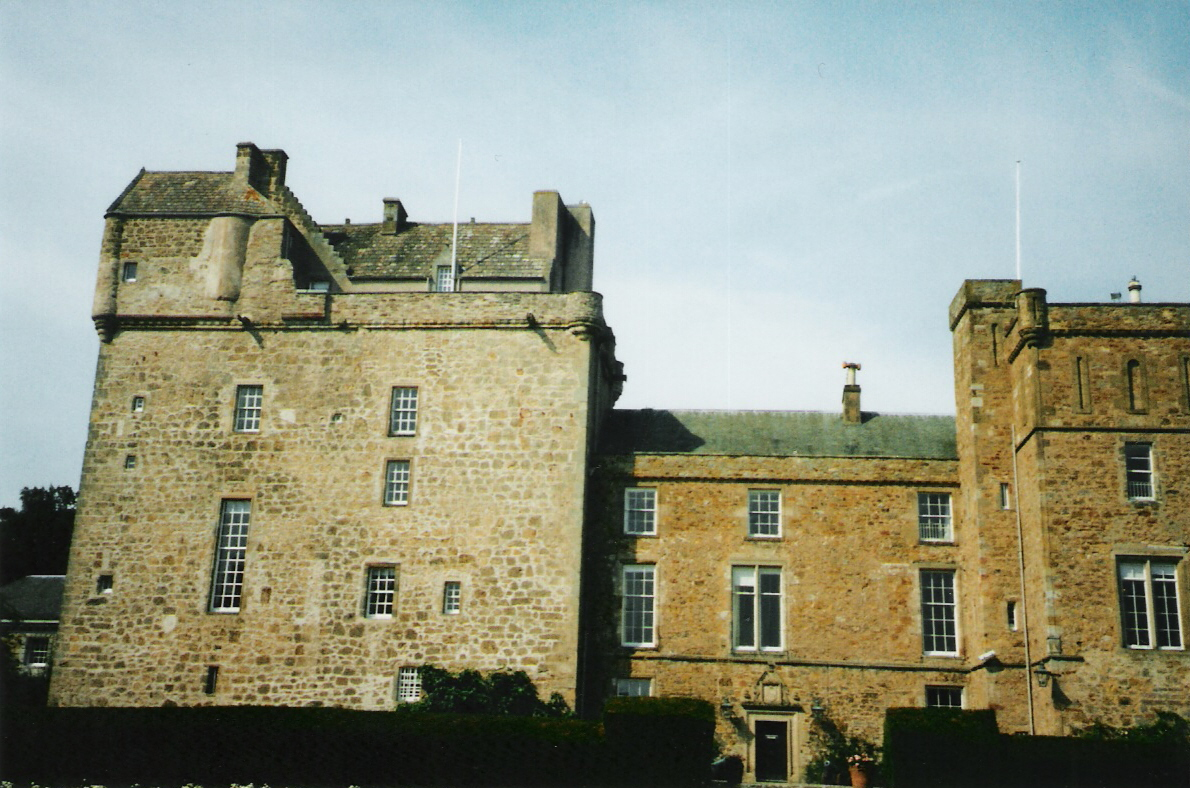
Facciata Sud di Lennoxlove House, l'antica Lethington

Le terre di Lethington sono stati acquisiti da Robert Maitland di Thirlestane nel 1345. La famiglia Maitland fece costruire la prima parte dell'edificio, la casa torre a forma di L-piano a sud-ovest della costruzione attuale. Maria di Guisa venne al Lethington nel 1548, con Piero Strozzi . L'anno successivo venne bruciato dalle truppe inglesi che hanno poi occupando Haddington. Esponenti di spicco della famiglia Maitland furono il poeta Richard Maitland (1496-1586), suo figlio William Maitland di Lethington (1525-1573), Segretario di Stato per Maria Stuarda, e suo figlio James Maitland di Lethington (nato nel 1568). È stata poi acquistata da suo zio, John Maitland, I signore Maitland di Thirlestane (1537-1595), secondo una leggenda, con l'inganno. Sir John Scot di Scotstarvet, che scriveva nel XVII secolo, ha commentato così: "Eppure la conquista ha fatto della baronia di Liddington [Lethington] dal figlio di suo fratello, James Maitland, non è stato pensato lecito né di coscienza." James Maitland era diventato un cattolico ed è stato costretto a lasciare la Scozia. La casa è stata costruita intorno al 1676, su progetto di Sir William Bruce. Lethington rimase alla famiglia Maitland fino a dopo la morte di John Maitland, I duca di Lauderdale nel 1682.

### Lennoxlove

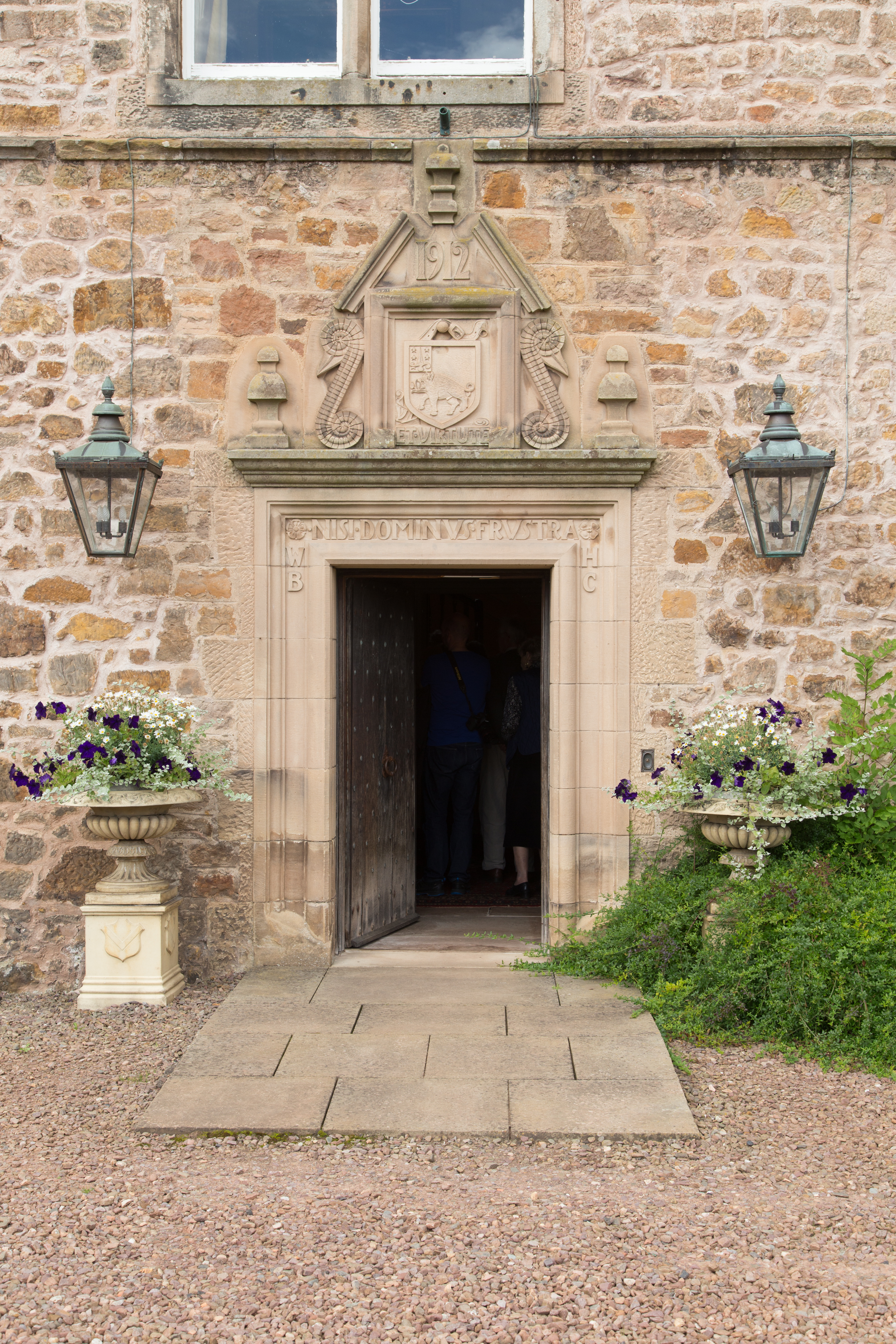
L'entrata di Lennoxlove House

La proprietà fu acquistata dagli amministratori di Frances Teresa Stuart, duchessa di Richmond e Lennox seguenti la sua morte nel 1702 a beneficio del suo "neare e parente Deare detto Walter Stuart". Walter Stuart era il figlio maggiore di Alessandro Stuart, V signore Blantyre, e sarebbe diventato il VI signore Blantyre sulla morte del padre nel 1704. La Duchessa aveva stabilito che la proprietà essere chiamato "L'amore di Lennox a Blantyre", questo è stato successivamente ridotto a Lennoxlove.

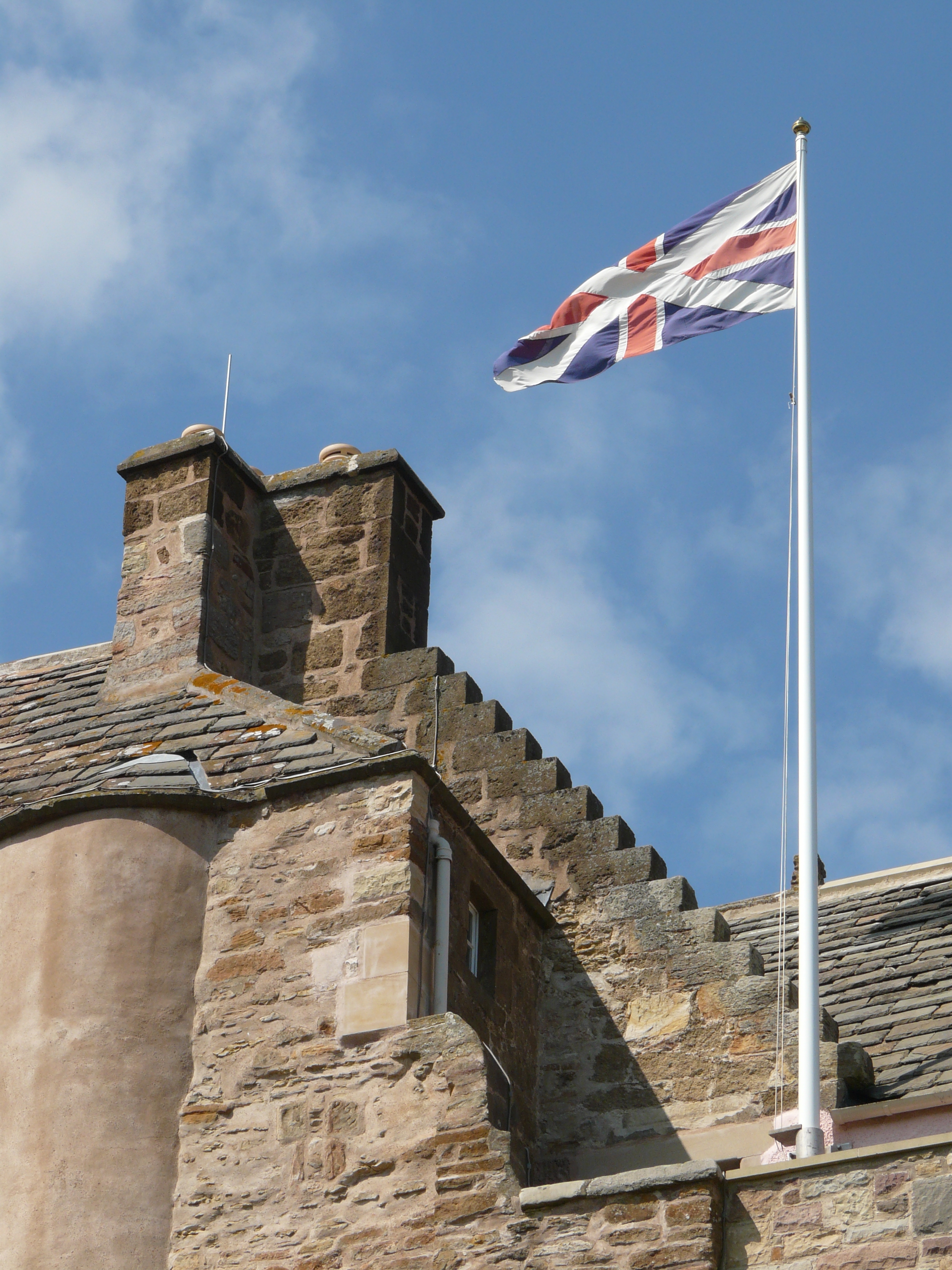
La bandiera del Regno Unito sventola a Lennoxlove

È rimasto nella proprietà del Blantyre-Stewart per quasi due secoli. Quando il XII Signore Blantyre morì nel 1900, senza maschi eredi, la proprietà passò a sua figlia, Ellen Stewart, e a suo marito Sir David Baird, III baronetto di Newbyth, Prestonkirk . Il loro figlio minore, maggiore William Baird, incaricò l'architetto Sir Robert Lorimer per sorvegliare vasta ristrutturazione della casa nel 1912.

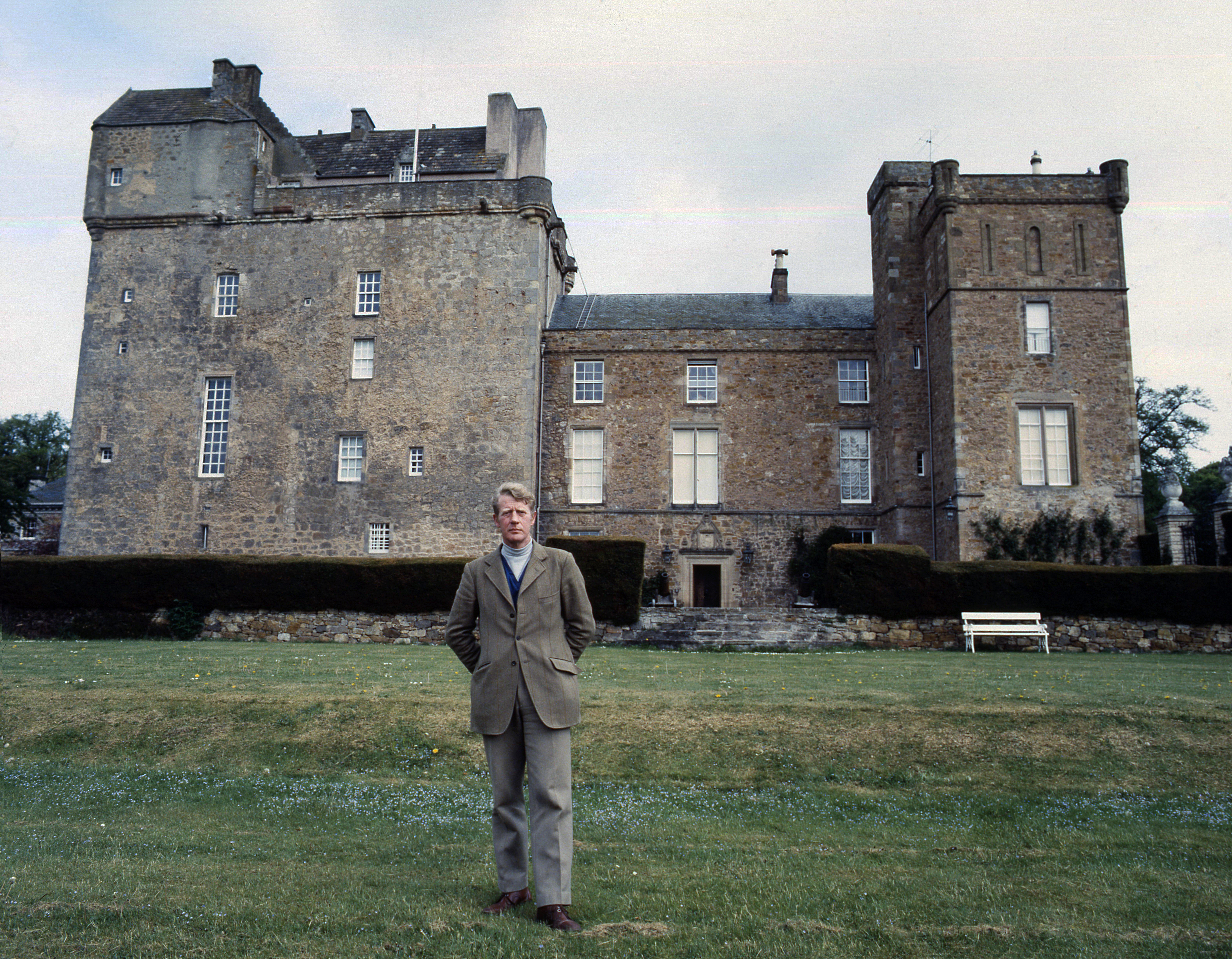
Il XV Duca di Hamilton a Lennoxlove House

Lennoxlove è ora la sede dei Duchi di Hamilton, essendo stato acquistato dal XIV Duca nel 1946. È aperto al pubblico durante il periodo estivo, ospita eventi aziendali e matrimoni, e possono essere affittati da privati per gruppi.

## Collezione d'arte

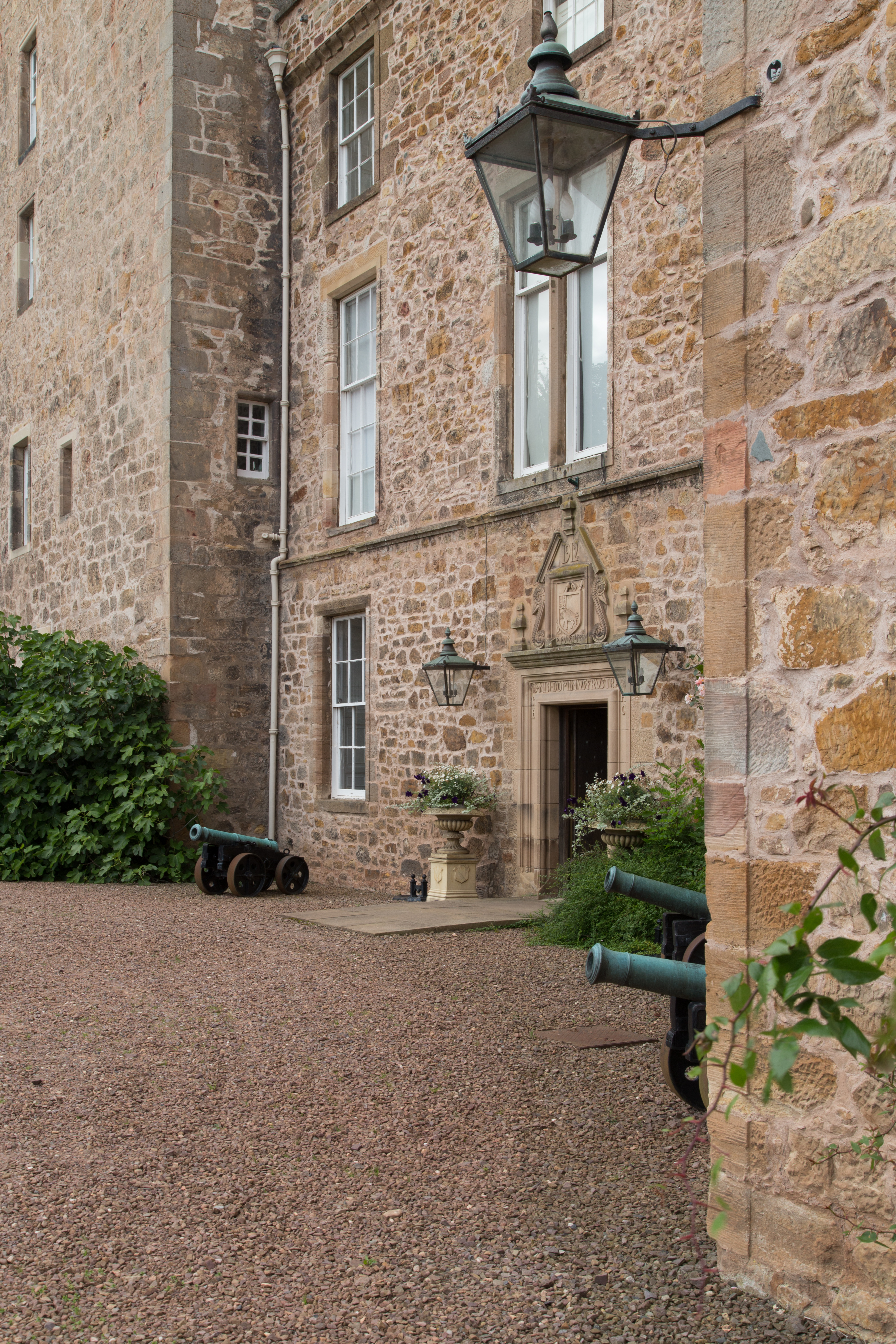
La facciata di Lennoxlove House

Lennoxlove è sede di una delle più importanti collezioni d'arte di Scozia. Vi sono numerose opere degne di nota, tra cui opere di Anthony van Dyck, Canaletto, Sir Peter Lely, Sir Godfrey Kneller, Sir Henry Raeburn, e altri. Essa ospita anche importanti pezzi di mobili, porcellane e altri manufatti pregiati, molti dei quali provenivano dalla demolita Hamilton Palace nel Lanarkshire .

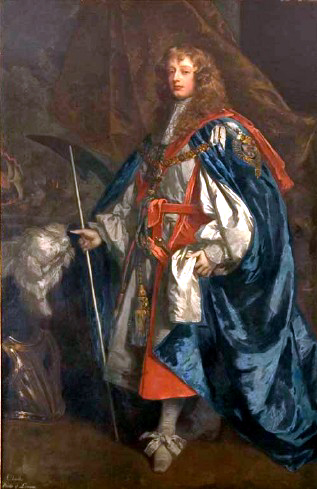
Un ritratto di Charles Stewart, III duca di Richmond, opera di sir Peter Lely, custodito a Lennoxlove

Le collezioni comprendono il Boulle cabinet dato alla Duchessa dal re Carlo II d'Inghilterra e una scatola di gioielli in argento che apparteneva a Maria, regina di Scozia, che presumibilmente ha tenuto le lettere Scrigno mostrando la sua complicità nell'omicidio del Signore Darnley, insieme con la sua maschera mortuaria . C'è anche la mappa e bussola portato da Rudolf Hess, vice di Adolf Hitler, che ha volato in Scozia nel 1941 in una missione che aveva per oggetto il compito di coinvolgere il XIV duca di Hamilton nell'aiutare negoziare la pace tra la Gran Bretagna e la Germania.
Il 17, pezzo molto raro ed importante Lennoxlove servizi igienici in argento dorato può ora essere visto nel National Museum of Scotland di Edimburgo. È stato scoperto nel suo viaggio-custodia personalizzata in una camera nella torre della casa poco dopo ha cambiato le mani nel 1900. È stato fatto a Parigi, quasi certamente per Frances Teresa Stuart, duchessa di Richmond e Lennox (1647-1702). I pezzi provengono da un certo numero di diversi produttori e anni, e il servizio era assemblato intorno 1672.